# Peter Lamont

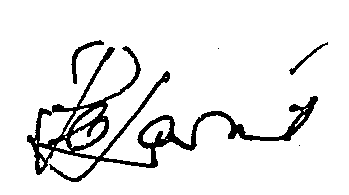
Firma di Peter Lamont

Peter Curtis Lamont (Londra, 12 novembre 1929 – 18 dicembre 2020) è stato uno scenografo e direttore artistico britannico.

## Biografia
Lamont divenne noto per aver lavorato a diciotto film di James Bond. Gli unici film della serie nei quali non fu coinvolto sono stati Agente 007 - Licenza di uccidere, A 007, dalla Russia con amore, Il domani non muore mai e Quantum of Solace.
Durante il corso della quasi sessantennale carriera ottenne tre nomination all'Academy Awards per il suo lavoro in Fiddler on the Roof (1971), La spia che mi amava (1977) e Aliens (1986). Ricevette una quarta nomination e vinse l'Oscar per Titanic (1997).

## Serie James Bond

### Disegnatore
- Agente 007 - Missione Goldfinger (1964)  (non accreditato)

### Scenografo
- Agente 007 - Thunderball: Operazione tuono (1965) (non accreditato)
- Agente 007 - Si vive solo due volte (1967)
- Agente 007 - Al servizio segreto di Sua Maestà (1969)
- Agente 007 - Una cascata di diamanti (1971)

### Art director
- Agente 007 - Vivi e lascia morire (1973)
- Agente 007 - L'uomo dalla pistola d'oro (1974)
- La spia che mi amava (1977)
- Moonraker - Operazione spazio (1979) - Effetti visivi

### Production designer
- Solo per i tuoi occhi (1981)
- Octopussy - Operazione piovra (1983)
- 007 - Bersaglio mobile (1985)
- 007 - Zona pericolo (1987)
- 007 - Vendetta privata (1989)
- GoldenEye (1995)
- Il mondo non basta (1999)
- La morte può attendere (2002)
- Casino Royale (2006)

## Filmografia parziale
- Chitty Chitty Bang Bang (1968)  Assistente set director
- Fiddler on the Roof (1971) Scenografo
- Aliens (1986) Production designer
- Priorità assoluta (1991) Production designer
- True Lies (1994) Production designer
- Titanic (1997) Production designer
- Wing Commander (1999) Production designer